# Coris atlantica
Coris atlantica Günther, 1862 è un pesce di acqua salata appartenente alla famiglia Labridae.

## Distribuzione e habitat
Non ha un areale particolarmente esteso; proviene dalle barriere coralline di Capo Verde, nell'oceano Atlantico. Nuota prevalentemente in aree ricche di vegetazione acquatica come le praterie di fanerogame marine, spesso con fondo roccioso, in aree vicine alla costa.

## Descrizione
Presenta un corpo allungato con la testa dal profilo abbastanza appuntito. La pinna caudale ha il margine arrotondato. Le differenze tra esemplari giovanili e adulti sono abbastanza marcate.
I giovani hanno una colorazione marrone chiara-arancione, a volte rosata sul ventre pallido. Dalla testa partono due strisce orizzontali azzurre, una più spessa che passa sopra all'occhio, un'altra meno evidente che passa a circa metà del corpo, che terminano sul peduncolo caudale, dove c'è una piccola macchia nera. Le pinne sono trasparenti. I maschi adulti, invece, hanno la testa verde e gli occhi arancioni. Il corpo è prevalentemente azzurro, con due strisce orizzontali dai margini irregolari di colore blu, come la pinna caudale. La pinna dorsale e la pinna anale sono basse e lunghe.

## Biologia

### Alimentazione
Si nutre di piccoli invertebrati marini.

### Riproduzione
È oviparo e la fecondazione è esterna. Non ci sono cure nei confronti delle uova. Si suppone che come C. julis, specie che ha abitudini molto simili, sia ermafrodita.

## Conservazione
Questa specie viene pescata abbastanza raramente e quindi viene classificata come "a rischio minimo" (LC) dalla lista rossa IUCN.